# Космос-1498
Космос-1498 је један од преко 2400 совјетских вјештачких сателита лансираних у оквиру програма Космос.
Космос-1498 је лансиран са космодрома Плесецк, СССР, 14. септембра 1983. Ракета-носач Сојуз је поставила сателит у орбиту око планете Земље. Маса сателита при лансирању је износила 6300 килограма. Космос-1498 је био осматрачки сателит.